# TV-året 2003

## Händelser

### Januari
- 1 januari - Digital fri-TV för alla SVT-kanalerna införs.[1]
- 7 januari - Den 70 minuter långa Nyhetstimmen kl. 21:00 i SVT2 bryts upp med ett lättare program i mitten kl. 21:30

### Februari
- 8 februari - 2003 års tecknade TV-serie om Teenage Mutant Ninja Turtles har premiär i USA med avsnittet Things Change.[2]
- 24 februari - SVT:s nyhetskanal SVT24 byter namn till "24".
- 28 februari - Disney Channel lanseras i Sverige.[3]

### Mars
- 9 mars - TV4 Plus startar.[4]
- 11 mars - Sveriges kulturminister Marita Ulvskog (S) vill ersätta alla analoga TV-sändningar i Sverige med digitala till år 2007.

### April
- 21 april-28 april - FN uppmanar till firandet av TV-fria veckan.[5]

### Juni
- Juni - SVT startar, som första TV-bolag i Europa, sändningar i det digitala marknätet med 5.1 ljud, och första programmet ut är "Allsång på Skansen".[6]

### Juli
- 22 juli - Anders Lundin övertar, mitt under pågående säsong, rollen som programledare för Allsång på Skansen efter Lasse Berghagen.[7]

### Augusti
- 4 augusti - Berlin i Tyskland blir först i världen med att släcka de analoga TV-sändningarna.[8]

### Oktober
- 8 oktober - SVT meddelar att de kommer att genomföra nedskärningar.[9]

### December
- 9 december - Det meddelas att TV3 tar över Expedition: Robinson från 2004 års säsong.[10]
- 24 december - Lotta Bromé är programpresentatör i SVT på julafton.[11]

### Okänt datum
- Tablåförändringar i SVT2. Sportnytt, Regionala nyheter och A-ekonomi får nya sändningstider.

## TV-program

### Sveriges Television
- 1-2 januari - Spionthillern Ramona av Peter Englund och Harald Hamrell om svenska agenter som åker till Sovjetunionen 1952 och spionerar.  [12]
- 7 januari - Underhållningsserien Semestercharmören med Stefan Odelberg
- 5 mars - Komediserien Solbacken: Avd. E av Carin Mannheimer med Margreth Weivers, Gerd Hegnell med flera.
- 17 april - Premiär för komediserien Kvarteret Skatan.
- 8 maj - Den första säsongen av den amerikanska science fictionserien Star Trek: Enterprise sänds för första gången i svensk TV.
- 29 augusti - TV-filmen Norrmalmstorg med Torkel Petersson och Shanti Roney
- 8 september - Ny omgång av Mosquito med Thomas Gylling specialeffekter utanför Dramaten i Stockholm
- 28 september - Framtidsdramat De drabbade.
- 11 oktober-29 november - SVT sänder svenska ungdomsserien En ö i havet om judiska flyktingar i Göteborgs skärgård under andra världskriget. Den är baserad på Annika Thors böcker.  [13]
- 13 oktober - Dramaserien Belinder auktioner om ett auktionshus.
- 17 oktober - Humorprogrammet Anders och Måns har premiär.
- 7 november-8 november - SVT visar på kvällen TV-galorna Tillsammans för världens barn.
- 1 december - Årets julkalender är Håkan Bråkan.[14]
- 8 december - Dramaserien Solisterna med Regina Lund, Thomas Hanzon med flera.
- 25 december - Föreställningen Swedenhielms med Sven-Bertil Taube, Cecilia Frode, Harriet Andersson med flera.
- 25 december - Brittiska komediserien Sängdags (Bedtime)
- 26 december - Miniserien Mannen som log med Rolf Lassgård, Marie Richardson, Claes Månsson med flera.
- 26 december - Brittiska miniserien Främlingen (Perfect Strangers)
- 28 december - Brittiska thrillerserien Torsdagen den 12:e (Thursday the 12th)
- 29 december - Sista Trafikmagasinet visas.
- 30 december - Ny omgång av brittiska kriminaldramat Kommissarie Lynley (Inspector Lynley Mysteries)
- 30 december - Franska miniserien Schakalerna (L'aîné des Ferchaux)

### TV3
- 22 november – Seriestart för den amerikanska actionserien Dead zone.

### TV4
- 15 september – Tredje säsongen av realityserien Farmen med Linda Isaksson.

### Kanal 5
- 10 december - Brittiska komediserien Ali G in da USA'
- 28 december - Premiär för Stilpoliserna
- Okänt datum - Oumi

## Mest sedda program
| Program                                               | Tittare   | Kanal | Datum       | Ref    |
| Melodifestivalen                                      | 3 815 000 | SVT1  | 15 mars     | [ 15 ] |
| Sverige-Tyskland, final i VM i fotboll för damer      | 3 525 000 | TV4   | 12 oktober  | [ 15 ] |
| Eurovision Song Contest                               | 3 455 000 | SVT1  | 24 maj      | [ 15 ] |
| Kalle Anka och hans vänner önskar god jul             | 3 410 000 | SVT1  | 24 december | [ 15 ] |
| Så ska det låta!                                      | 3 335 000 | SVT1  | 7 februari  | [ 15 ] |
| Expedition Robinson                                   | 2 945 000 | SVT1  | 8 februari  | [ 15 ] |
| På spåret                                             | 2 860 000 | SVT1  | 3 januari   | [ 15 ] |
| Världsmästerskapen i friidrott                        | 2 590 000 | TV4   | 31 augusti  | [ 15 ] |
| Sverige-Kanada, final i Världsmästerskapet i ishockey | 2 385 000 | TV3   | 11 maj      | [ 15 ] |
| Antikrundan                                           | 2 310 000 | SVT1  | 8 januari   | [ 15 ] |

## Avlidna
- 13 januari – Rulle Lövgren, 82, svensk revyartist (Jubel i busken, Låt hjärtat va me).
- 1 februari – Gert Landin, 76, svensk radio- och TV-journalist och programpresentatör.
- 7 februari – Gunnar Arvidsson, 78,  journalist och TV-profil.
- 17 juni – Jan Danielson, 65, svensk naturjournalist och ekosof.
- 7 september – Bengt Grive, 82, svensk journalist och tv-sportkommentator.
- 14 november – Gene Anthony Ray, 41, amerikansk dansare och skådespelare (Fame).

### Fotnoter
1. ↑  ”Tv-historia i årtal”. SVT.se. Arkiverad från originalet den 18 juni 2012. https://web.archive.org/web/20120618124800/http://www.svt.se/2.60395/1.704445/tv-historia_i_artal. Läst 24 augusti 2013.
2. ↑  TV.com
3. ↑  ”Disney Channel firar 10 år i Sverige” (på svenska). Cision. 27 februari 2013. https://news.cision.com/se/the-walt-disney-company-nordic/r/disney-channel-firar-10-ar-i-sverige,c9376501. Läst 5 februari 2023.
4. ↑  ”TV för alla - på alla plattformar”. TV4. http://www.tv4gruppen.se/Om-TV4-Gruppen/Det-har-gor-vi/TV4-Gruppens-verksamhet1/. Läst 18 juli 2015.
5. ↑  Peter Löwendahl-Nyrén (23 april 2003). ”Korkat bojkotta TV:n”. Aftonbladet. http://www.aftonbladet.se/nyheter/article10360243.ab. Läst 18 juli 2015.
6. ↑  ”Sveriges Television”. Arkiverad från originalet den 28 april 2011. https://web.archive.org/web/20110428002539/http://svt.se/2.46905/00-tal. Läst 7 april 2011.
7. ↑  Ronnie Sandahl (22 juli 2003). ”Sången sitter bra nu”. Aftonbladet. http://www.aftonbladet.se/nojesbladet/tv/article10381133.ab. Läst 18 juli 2015.
8. ↑  Rainer Bücken. ”Terrestrisches Digitalfernsehen – zum Zweiten” (på tyska). Fernseh- und Kinotechnische Gesellschaft. Arkiverad från originalet den 21 juli 2015. https://web.archive.org/web/20150721192945/https://www.fktg.org/node/7653/terrestrischesdigitalfernsehen_zumzweiten. Läst 18 juli 2015.
9. ↑  Simone Söderhjelm (8 oktober 2003). ”Därför gör SVT nedskärningarna”. Aftonbladet. http://www.aftonbladet.se/nyheter/article10402378.ab. Läst 18 juli 2015.
10. ↑  Anders Thoresson (9 december 2003). ”TV3 tar över Robinson”. Aftonbladet. http://www.aftonbladet.se/nojesbladet/tv/article10418430.ab. Läst 18 juli 2015.
11. ↑  ”SVT:s julvärdar genom tiderna”. Sveriges Television. 8 november 2012. http://www.svt.se/julen-i-svt/svt-s-julvardar-genom-tiderna. Läst 18 juli 2015.
12. ↑  ”Svensk mediedatabas”. http://smdb.kb.se/catalog/search?q=Ramona+typ%3Atv&sort=OLDEST. Läst 6 april 2011.
13. ↑  ”Svensk mediedatabas”. http://smdb.kb.se/catalog/search?q=%22En+%C3%B6+i+havet%22+typ%3Atv&sort=OLDEST. Läst 6 april 2011.
14. ↑  ”Jultradition”. Arkiverad från originalet den 25 april 2012. https://web.archive.org/web/20120425112719/http://www.jultradition.se/tv.htm. Läst 26 mars 2011.
15. 1 2 3 4 5 6 7 8 9 10  "Årsrapport 2003" Arkiverad 6 januari 2014 hämtat från the Wayback Machine.. MMS.se. Läst 24 augusti 2013.